# Giulio Carpioni

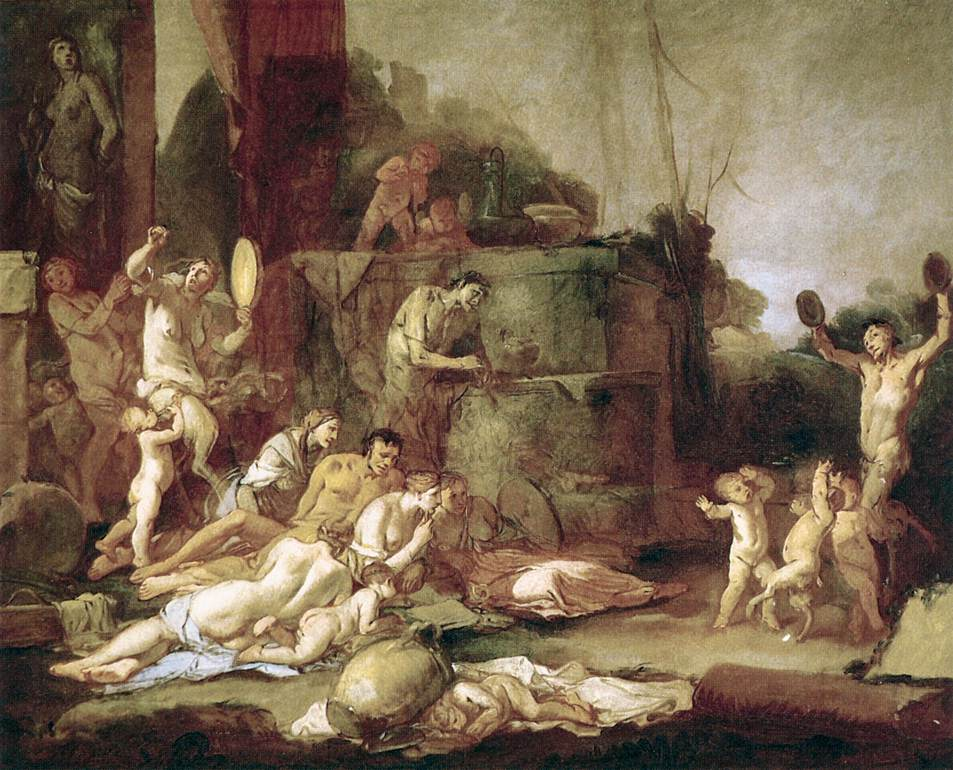
Bacanal, pintura de Giulio Carpioni (Madrid, Museo Thyssen-Bornemisza).

Giulio Carpioni (¿Venecia?, 1613 – Vicenza, 29 de enero de 1678), pintor y grabador italiano de la época barroca.
Nacido posiblemente en Venecia, Carpioni estudió con Padovanino y acusó la influencia de otros maestros como Simone Cantarini, Carlo Saraceni y Jean Leclerc. 
Durante una breve estancia en Bérgamo (1631) entró en contacto con el arte de la Lombardía. Después posiblemente se trasladó a Roma, ya que acusó influencias de obras existentes allí, como La bacanal de los andrios de Tiziano y los cuadros del francés Nicolas Poussin, quien empezaba a despuntar como gran artista.
En 1638 Carpioni se instaló en Vicenza y produjo allí la mayor parte de su obra. Realizó una serie de lienzos para el Oratorio de San Nicola da Tolentino sito en dicha ciudad. En este recinto, sus obras contrastan con las de Francesco Maffei, de un barroquismo más exuberante. Su hijo Carlo Carpioni fue igualmente pintor.
Se especializó en pinturas de bacanales y temas históricos, y produjo también escenas religiosas en pequeños formatos de las que varias subsisten en iglesias de la región veneciana. 
Existen ejemplos de Carpioni en museos de Dresde, Viena, Budapest, Módena, Florencia y Madrid. Se pueden citar: Crucifixión (1648; Galería de la Academia de Venecia), Neptuno persiguiendo a Coronis (Uffizi de Florencia) y una Bacanal del Museo Thyssen-Bornemisza de Madrid, su única pintura en España, aunque el Museo del Prado tiene asimismo en su Gabinete de Dibujos, Estampas y Fotografías cuatro dibujos de su mano, uno de ellos atribuido.
También produjo grabados mediante la técnica del aguafuerte; entre los mejores se cuentan San Antonio de Padua, Cristo en el Monte de los Olivos, La Virgen leyendo y una Alegoría del Agua con figuras mitológicas.